# Hans Bulte
Johannes Jozephus (Hans) Bulte (Amsterdam, 14 februari 1937) is een Nederlands politicus van de KVP en later het CDA.
Hij werd geboren in Amsterdam-West en groeide op in Tuindorp Oostzaan. Na de hts waar hij werktuigbouwkundige en natuurkunde studeerde werd hij docent op een RK jongensinternaat voor moeilijk opvoedbare kinderen in Harreveld. Daarnaast was hij actief in de plaatselijke politiek; zo werd hij wethouder en locoburgemeester van de toenmalige gemeente Lichtenvoorde. In oktober 1980 volgde zijn benoeming tot burgemeester van Sint Pancras en na het vertrek in 1984 van H.W. van den Brink als burgemeester van Langedijk kreeg hij diens functie als waarnemer erbij. Bij de gemeentelijke herindeling in 1990 werd Sint Pancras opgeheven waarbij het deels aan de gemeente Langedijk werd toegevoegd. Bulte werd na die herindeling herbenoemd tot burgemeester wat hij tot zijn vervroegd pensioen in 1999 zou blijven. Een jaar later werd hij waarnemend burgemeester van Anna Paulowna. Kort na de Cafébrand in Volendam in de nieuwjaarsnacht van 2000 op 2001 gaf Bulte zijn functie in Anna Paulowna op en werd waarnemend burgemeester van Edam-Volendam als tijdelijke opvolger van burgemeester Frank IJsselmuiden die vanwege die brand was opgestapt. Bulte zou daar aanblijven tot 2003.